# Erigorgus tricostatus
Erigorgus tricostatus là một loài tò vò trong họ Ichneumonidae.